# Asarkina hema
Asarkina hema är en tvåvingeart som beskrevs av Ghorpade 1994. Asarkina hema ingår i släktet Asarkina och familjen blomflugor. Inga underarter finns listade i Catalogue of Life.